# Планерка
Пла́нерка (также балка без названия, в античности Истрианос) — маловодная река (балка) на юго-восточном берегу Крыма, на территории городского округа Феодосия. Длина водотока 5,0 километров, площадь водосборного бассейна — 8,6 км². В справочнике «Поверхностные водные объекты Крыма» водоток обозначен, как балка без названия, в некоторых источниках речка подписана, как Планерка.
Водоток начинается источником Лягушка (также Кады-Кой) в ущелье Кадыкой-дересе; вода источника вся разбирается на различные нужды (с 1908 года использовалась для водоснабжения Коктебеля) и в балку, практически, не попадает, хотя Кады-Кой — самый крупный источник юго-восточного Крыма. Балка огибает с севера массив Кара-Даг и впадает в Коктебельский залив Чёрного моря в центре посёлка Коктебель (в 1945—1992 годах Планерское).
Согласно справочнику балка притоков не имеет, водоохранная зона балки установлена в 50 м.